# Hosokawa Akiuji
Hosokawa Akiuji est un nom japonais traditionnel ; le nom de famille (ou le nom d'école), Hosokawa, précède donc le prénom (ou le nom d'artiste).
Hosokawa Akiuji (細川 顕氏, décédé le 15 août 1352) est un général samouraï au service des Ashikaga de la cour du Nord, au cours de l'époque Nanboku-chō du Japon.
En 1338, il est envoyé par Ashikaga Takauji aider à la défense de Kuromaru, forteresse appartenant au kanrei Shiba Takatsune. Ses hommes affrontent cinquante cavaliers sous le commandement de Nitta Yoshisada, l'un des plus célèbres chefs de la cour du Sud rivale. Nitta est mortellement blessé par une flèche lors de cet échange.
En 1347, il est face à Kusunoki Masatsura à la bataille de Sakai no ura dans la province d'Izumi. Hosokawa est en grande infériorité numérique et rompt donc son attaque. Il est poursuivi par Kusunoki et défait dans une attaque de nuit à Kawachi où il perd de nombreux soldats. Hosokawa retourne au Tenno-ji où il est de nouveau défait, malgré l'aide de Yamana Tokiuji. Bien que Kusunoki est vaincu et tué peu de temps après à la bataille de Shijōnawate, Hosokawa Akiuji n'y participe pas.

## Source de la traduction
- (en) Cet article est partiellement ou en totalité issu de l’article de Wikipédia en anglais intitulé « Hosokawa Akiuji » (voir la liste des auteurs).